# Памятник князю Василию I
Памятник Василию I — одна из достопримечательностей города Плёса в Ивановской области России. Памятник расположен в историческом центре города, на Соборной горе, возвышающейся над Волгой, между Успенским храмом и зданием Присутственных мест (ныне — музей историко-краеведческой направленности). Это первый и единственный памятник князю Василию I — сыну и наследнику Дмитрия Донского, многолетнему правителю Русской земли, и единственный памятник дореволюционного Плёса.
До революции считалось, что Плёс основан в 1410 году (первое летописное упоминание, известное сегодня — 1141 год). В 1410 году князь Василий действительно построил здесь укреплённую заставу для сбора дани с проплывающих по Волге кораблей и поэтому считался основателем города.
Пятисотлетний юбилей этого события торжественно отмечался в 1910 году. На деньги местного купечества скульптору Сергею Алёшину был заказан памятник князю. Открытие памятника было торжественно обставлено и освещалось в прессе.
Особенностью памятника является сложный по форме постамент, представляющий собой усечённый обелиск из чёрного мрамора, установленный для дополнительной высоты на кирпичный фундамент. Обелиск венчает бюст князя, который изображён бородатым, в шапке и распахнутой шубе. Портретного сходства с прототипом нет. Памятник обнесён оградой из кованого чугуна. На постаменте надпись:
Сооруженъ въ царствованіе Императора Николая II-го въ память 500-лътія города Плесса, основаннаго Великимъ Княземъ Василіемъ Дмитріевичемъ, сыномъ Великаго Князя Дмитрія Донского.
1410—1910.
|                  |  |
| Детали памятника |  |